# Brouck
Pour l’article ayant un titre homophone, voir Brook.
Brouck est une commune française située dans le département de la Moselle et le bassin de vie de Moselle-Est, en région Grand Est.

## Géographie
| Varize             |        | Narbéfontaine     |
| Bannay             | Brouck |                   |
| Bionville-sur-Nied |        | Marange-Zondrange |

Brouck est une commune de superficie modeste à vocation agricole. Brouck est un petit « village-tas » regroupé autour de son église. La commune est traversée d'ouest en est par l'autoroute A4. La commune est située à l'ouest de la région industrielle de Saint-Avold.

### Hydrographie
La commune est située dans le bassin versant du Rhin au sein du bassin Rhin-Meuse. Elle n'est drainée par aucun cours d'eau.

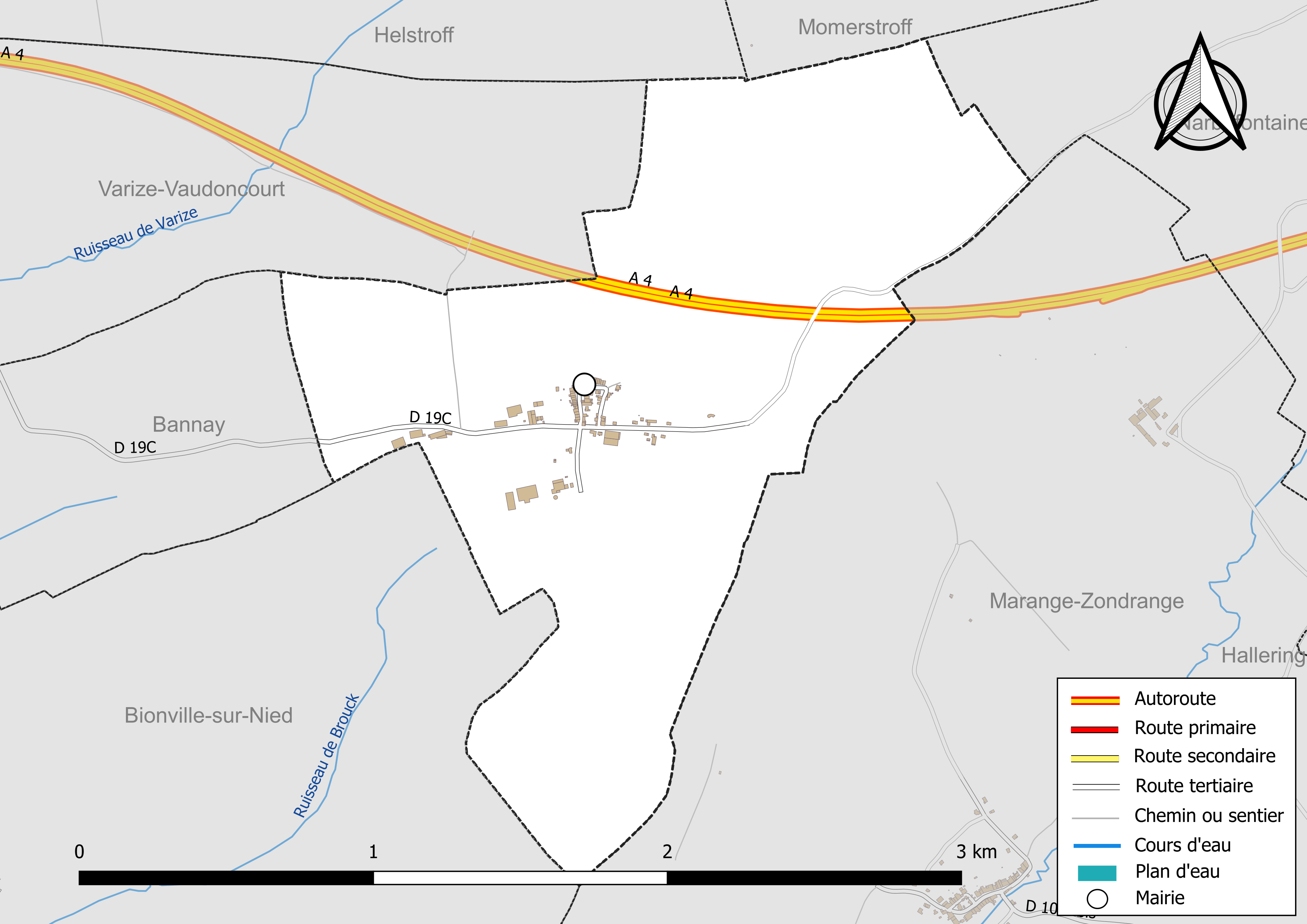
Réseaux hydrographique et routier de Brouck.

### Climat
Pour des articles plus généraux, voir Climat du Grand Est et Climat de la Moselle.
En 2010, le climat de la commune est de type climat de montagne, selon une étude du Centre national de la recherche scientifique s'appuyant sur une série de données couvrant la période 1971-2000. En 2020, Météo-France publie une typologie des climats de la France métropolitaine dans laquelle la commune est exposée à un climat semi-continental et est dans la région climatique  Lorraine, plateau de Langres, Morvan, caractérisée par un hiver rude (1,5 °C), des vents modérés et des brouillards fréquents en automne et hiver. 
Pour la période 1971-2000, la température annuelle moyenne est de 9,3 °C, avec une amplitude thermique annuelle de 17 °C. Le cumul annuel moyen de précipitations est de 877 mm, avec 12,8 jours de précipitations en janvier et 9,2 jours en juillet. Pour la période 1991-2020, la température moyenne annuelle observée sur la station météorologique de Météo-France la plus proche, « Lesse_sapc », sur la commune de Lesse à 18 km à vol d'oiseau, est de 10,7 °C et le cumul annuel moyen de précipitations est de 694,0 mm. 
La température maximale relevée sur cette station est de 40 °C, atteinte le 25 juillet 2019 ; la température minimale est de −20,7 °C, atteinte le 20 décembre 2009,,. 
Les paramètres climatiques de la commune ont été estimés pour le milieu du siècle (2041-2070) selon différents scénarios d'émission de gaz à effet de serre à partir des nouvelles projections climatiques de référence DRIAS-2020. Ils sont consultables sur un site dédié publié par Météo-France en novembre 2022.

## Urbanisme

### Typologie
Au 1er janvier 2024, Brouck est catégorisée commune rurale à habitat très dispersé, selon la nouvelle grille communale de densité à sept niveaux définie par l'Insee en 2022.
Elle est située hors unité urbaine. Par ailleurs la commune fait partie de l'aire d'attraction de Metz, dont elle est une commune de la couronne,. Cette aire, qui regroupe 245 communes, est catégorisée dans les aires de 200 000 à moins de 700 000 habitants,.

### Occupation des sols
L'occupation des sols de la commune, telle qu'elle ressort de la base de données européenne d’occupation biophysique des sols Corine Land Cover (CLC), est marquée par l'importance des territoires agricoles (92,4 % en 2018), une proportion identique à celle de 1990 (92,4 %). La répartition détaillée en 2018 est la suivante : 
terres arables (50,8 %), prairies (41,6 %), forêts (7,6 %). L'évolution de l’occupation des sols de la commune et de ses infrastructures peut être observée sur les différentes représentations cartographiques du territoire : la carte de Cassini (XVIIIe siècle), la carte d'état-major (1820-1866) et les cartes ou photos aériennes de l'IGN pour la période actuelle (1950 à aujourd'hui).

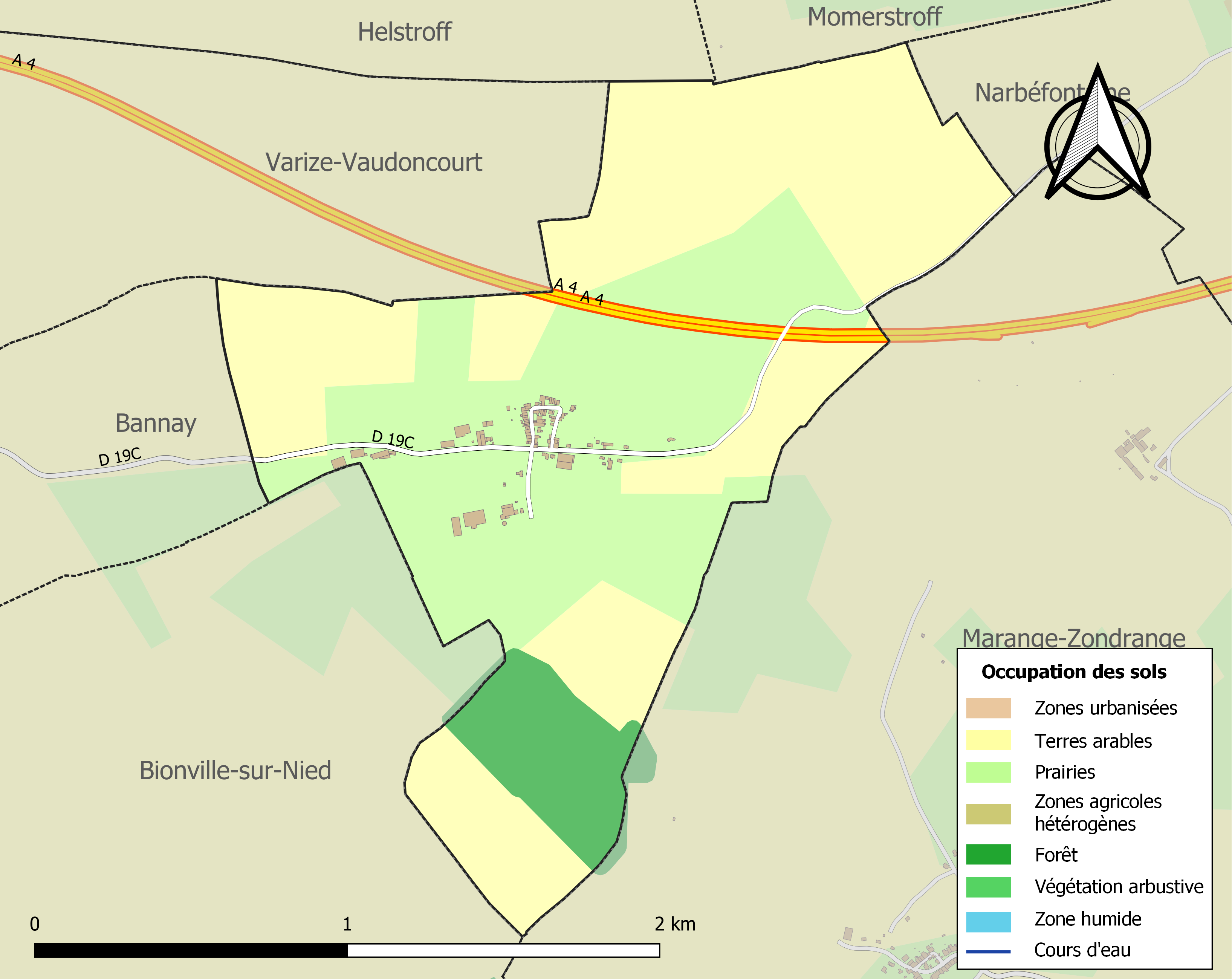
Carte des infrastructures et de l'occupation des sols de la commune en 2018 (CLC).

## Toponymie
- Brocchi (1178), Bruco (1236), Bruke (1399), Brouch (1487), Brüchen (1499), Brouchen (1560), Brouchens (1633), Broucq (1702), Brücken et Brouche (1756), Brouck (1793)[13], Bruchen (1871-1918 et 1940-1944).
- En allemand : Bruchen[14]. En francique lorrain : Brouchen.
- Au XIXe siècle, Brouck était également connu au niveau postal sous l'alias de Brauchen[15].

## Histoire
- Fief de la baronnie de Raville, Village cédé à la France par l'Impératrice-Reine le 16 mars 1769, puis intégré dans le bailliage de Boulay en 1773[14].
- Était une annexe de la paroisse de Varize.
- En 1866, lors d'une épidémie de choléra, la commune perdra en une semaine la moitié de ses habitants[16].

## Politique et administration
| Période                                  | Période | Identité        | Étiquette | Qualité |
| ---------------------------------------- | ------- | --------------- | --------- | ------- |
| Les données manquantes sont à compléter. |         |                 |           |         |
| mars 1989                                | 2014    | Antoinette Bour |           |         |
| 2014                                     | 2020    | Marc Schneider  |           |         |

## Démographie
L'évolution du nombre d'habitants est connue à travers les recensements de la population effectués dans la commune depuis 1793. Pour les communes de moins de 10 000 habitants, une enquête de recensement portant sur toute la population est réalisée tous les cinq ans, les populations de référence des années intermédiaires étant quant à elles estimées par interpolation ou extrapolation. Pour la commune, le premier recensement exhaustif entrant dans le cadre du nouveau dispositif a été réalisé en 2006.

En 2022, la commune comptait 81 habitants, en évolution de −3,57 % par rapport à 2016 (Moselle : +0,52 %, France hors Mayotte : +2,11 %).
| 1793 | 1800 | 1806 | 1861 | 1866 | 1871 | 1875 | 1880 | 1885 |
| ---- | ---- | ---- | ---- | ---- | ---- | ---- | ---- | ---- |
| 172  | 134  | 169  | 220  | 227  | 202  | 188  | 185  | 182  |

| 1890 | 1895 | 1900 | 1905 | 1910 | 1921 | 1926 | 1931 | 1936 |
| ---- | ---- | ---- | ---- | ---- | ---- | ---- | ---- | ---- |
| 178  | 159  | 134  | 122  | 129  | 107  | 117  | 122  | 112  |

| 1946 | 1954 | 1962 | 1968 | 1975 | 1982 | 1990 | 1999 | 2006 |
| ---- | ---- | ---- | ---- | ---- | ---- | ---- | ---- | ---- |
| 81   | 82   | 67   | 52   | 59   | 59   | 78   | 66   | 68   |

| 2011 | 2016 | 2021 | 2022 | - | - | - | - | - |
| ---- | ---- | ---- | ---- | - | - | - | - | - |
| 89   | 84   | 82   | 81   | - | - | - | - | - |

## Culture locale et patrimoine

### Lieux et monuments

#### Édifices civils
- La commune est limitée au nord par une ancienne voie romaine.
- Au sud du terroir communal, se trouve le bois de Brouck, propice à la promenade.

#### Édifice religieux
- Église de l'Immaculée-Conception 1702.

## Pour approfondir